# شارع غورو

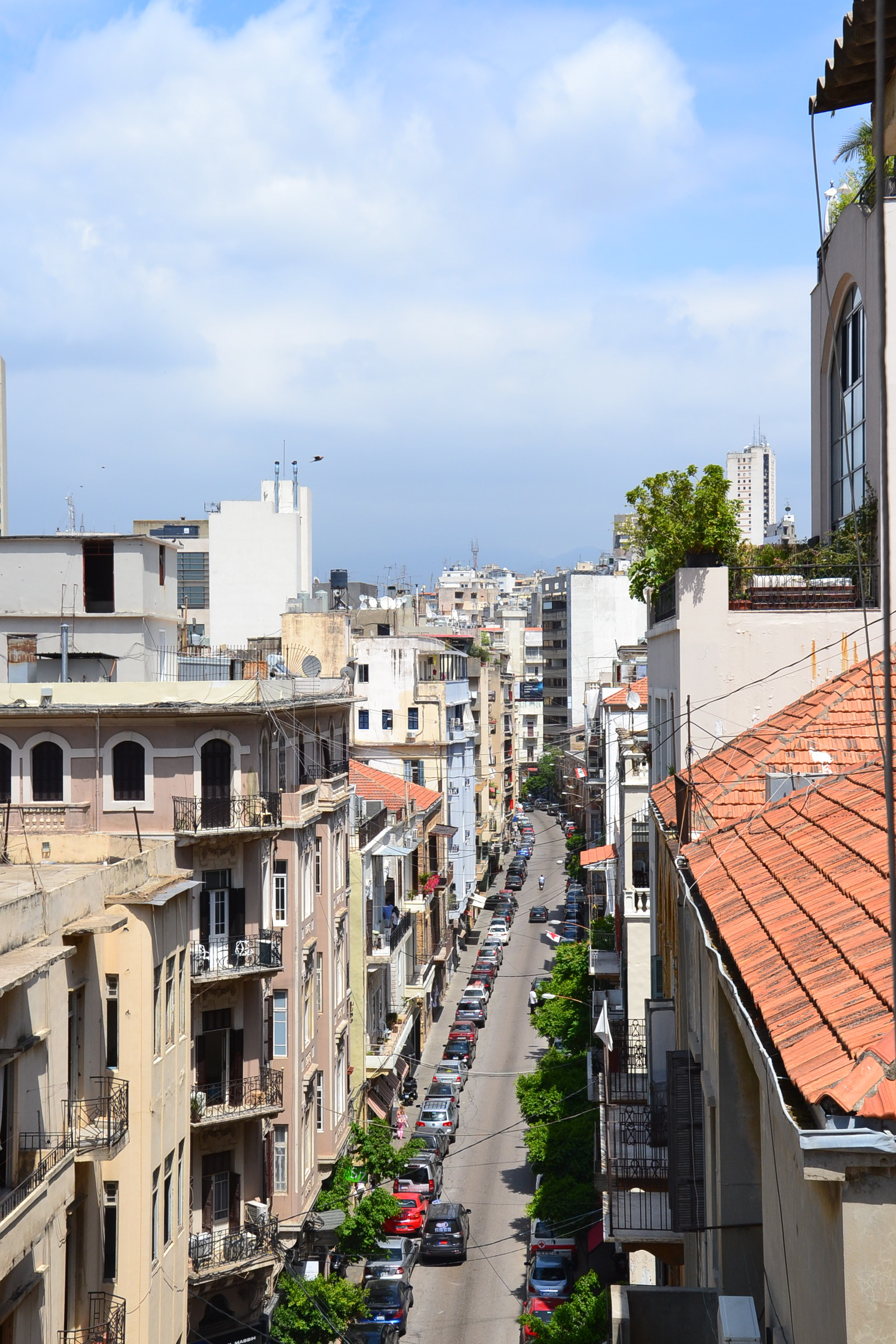
منازل بيروتية نموذجية في زغرب الدبس، شارع غورو، الجميزة.

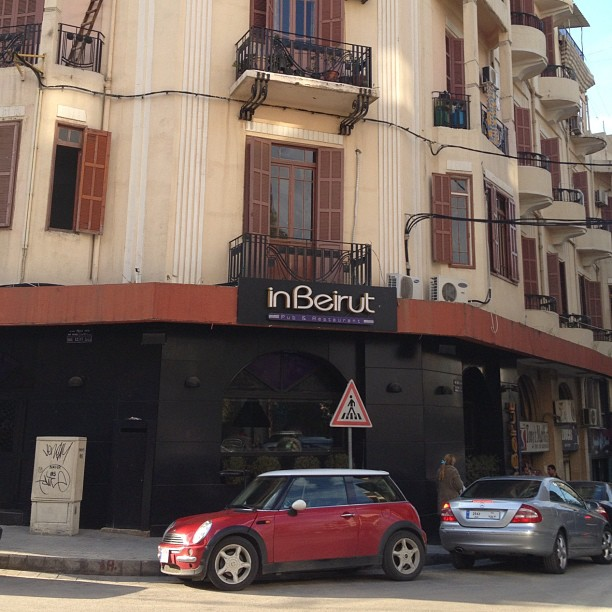
حانة حديثة في مبنى من الحقبة الاستعمارية

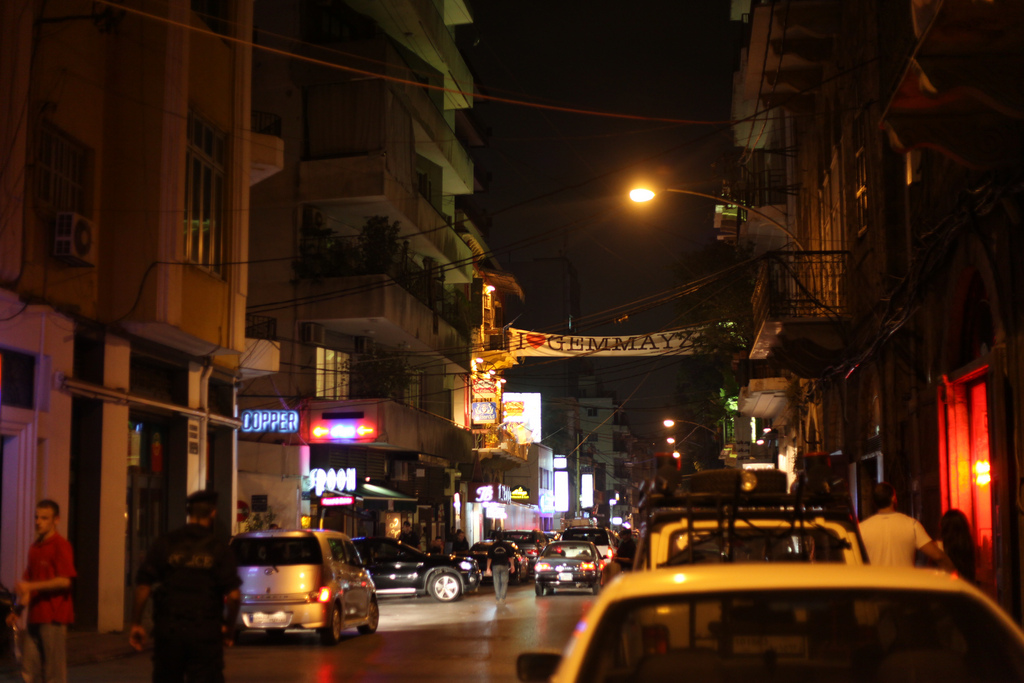
مشهد ليلي نموذجي في الجميزة

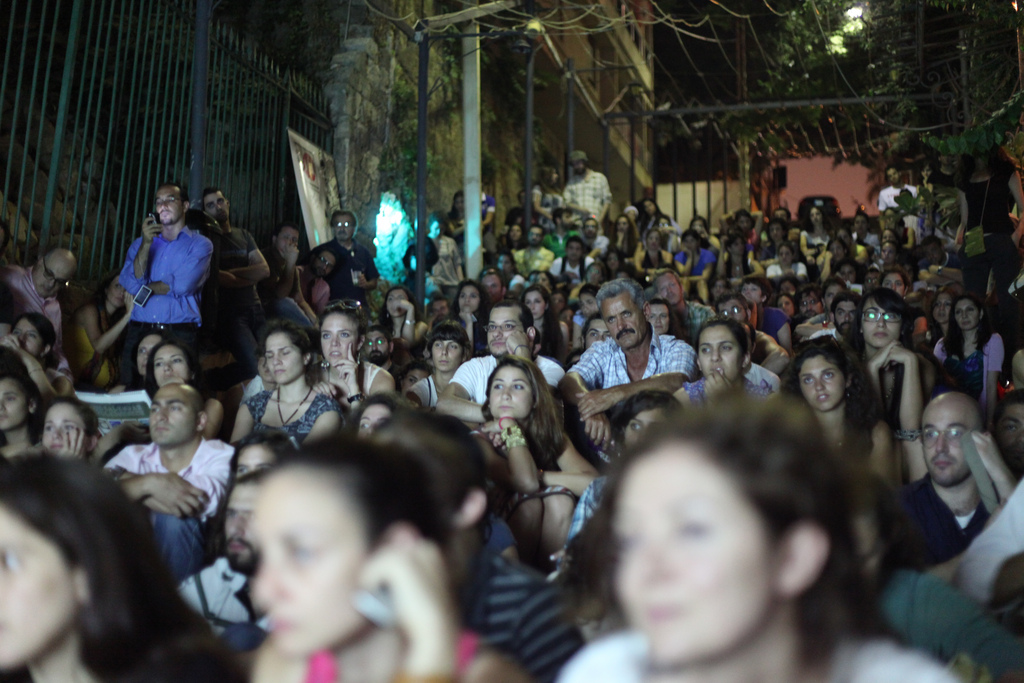
حدث عام في إسكالير دو لاريت

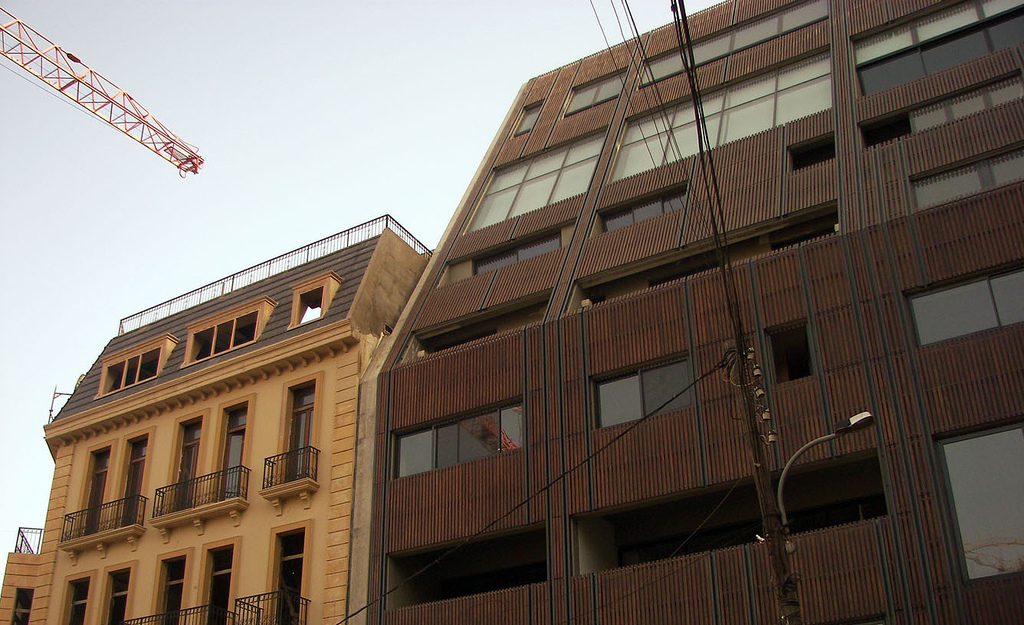
العمارة الحديثة والقديمة على طول الشارع

شارع غورو هو شارع سكني وتجاري مختلط في الجميزة، حي في منطقة الرميل في بيروت في لبنان. سميت على اسم الجنرال الفرنسي هنري غورو. الجميزة وشارع غورو على وجه التحديد، ويتنافسان مع حي بدارو العصري الذي يشبه القرية،  باعتباره أحد الأحياء البوهيمية في بيروت. المنطقة مليئة بالشوارع الضيقة والمباني التاريخية من العصر الفرنسي. يشتهر الحي اليوم بباراته وحاناته العصرية ومقاهيه ومطاعمه وصالاته، ومعظمها يقع مباشرة في شارع غورو. <br /> يشتهر شارع غورو على وجه الخصوص بمشهد الطهي الذي يحظى بشعبية بين مصممي الأزياء في بيروت.  يمتد الشارع شرق منطقة بيروت المركزية وقرية الصيفي، ويمتد من شارع جورج حداد ويصل إلى كورنيش دو فلوف. في عام 2004، أطلقت مجلة Travel Leisure على الشارع اسم "SoHo by the Sea" نظرًا لمقاهيها الملونة والأنيقة وسط المباني السكنية التي تعود إلى الخمسينيات والمحلات التجارية الصغيرة. 
بجوار شارع غورو توجد سلالم سانت نيكولاس، المعروفة أيضًا باسم إسكالير دو لارت، حيث تقام المهرجانات الفنية كل عام. تؤدي السلالم إلى شارع سرسق باتجاه الجنوب. تقع المنطقة أيضًا على مسافة قريبة من شارع مونو وقرية الصيفي.
تضرر شارع غورو وبقية منطقة الجميزة بشكل كبير في تفجيرات بيروت 2020 التي دمرت العديد من المباني. 